# ششتین اکمن
ششتین لیله‌مور اکمن (به سوئدی: Kerstin Lillemor Ekman) (زادهٔ ۲۷ اوت ۱۹۳۳) نویسنده اهل سوئد است. او در یورت، کلیسای محلی ریسینگه در شهرستان اوستریوتلاند زاده شد. او عضو و نمایندهٔ انجمن ادبی دنیو و همچنین عضو سابق آکادمی سوئد (۱۹۷۸–۱۹۸۹) است.
اکمن همچنین برندهٔ جوایزی همچون مدرک افتخاری شده‌است.

## زندگی‌نامه
ششتین اکمن در کاترینهولم بزرگ شد. او دختر ارنْست یورت (Ernst Hjorth)، تولیدکننده، و آننا دالگرن است. او در سال ۱۹۵۲ به اوپسالا نقل مکان کرد، مدرک کارشناسی ارشد خود را از دانشگاه اوپسالا در سال ۱۹۵۷ گرفت و نزد آرت فیلم بین سال‌های ۱۹۵۶–۱۹۵۹ استخدام گردید. او به عنوان معلم در دبیرستان محلی ویکس در خارج از اوپسالا بین سال‌های ۱۹۶۶–۱۹۷۰ مشغول به کار شد. اکمن در سال ۱۹۷۸ به عضویت آکادمی سوئد برگزیده شد (او سومین زن بعد از سلما لاگرلوف و الین وگنر در آکادمی سوئد است). بعد از ماجرای سلمان رشدی در سال ۱۹۸۹، او در برنامه‌های آکادمی شرکت نکرد. ششتین در سال ۲۰۱۸ به‌طور رسمی از فرهنگستان کناره‌گیری کرد. او همچنین بین ۱۹۷۸ و ۱۹۸۶ عضو انجمن دنیو بود.
ششتین اکمن مجموعه‌ای رمان نوشته‌است؛ از جمله در سال‌های ۱۹۷۴ تا ۱۹۸۳ توسعهٔ کاترینهولم، که آن را از یک منطقهٔ مسکونی نزدیک ایستگاه قطار و یک شهر صنعتی مدرن الهام گرفته بود، نوشت. مجموعه شامل چهار کتاب است: حلقه‌های جادو، منبع افشا، خانهٔ فرشته و شهری از نور. این مجموعه در چاپ جدیدش در دههٔ ۲۰۰۰، مجموعهٔ «زنان و شهر» نام گرفت.
علاوه بر کاترینهولم، پارک کوچکتر در مرکز شهر اسپرینگ‌کالان، «منبع افشا»، نامیده شد. (الگویی برای اسپرینگ‌کالان که البته در پارک بالای کلیسای پینگزشیرکا قرار داشت).
او در سال ۱۹۷۰ به اوسترشوند رفت و در اوایل ۱۹۸۰ به والشوبین در یمتلند نقل مکان کرد. مناظر شمالی این منطقه و مردم و تغییراتی که در نوسازی جامعه صورت گرفته بود، سوژه‌های عمدهٔ نوشته‌های او شد.
آخرین رمان او در سال ۲۰۰۳ به چاپ رسید. او توسعهٔ یک روستای کوهستانی به نام والشوبی (Valsjöby) در دههٔ ۱۹۰۰ را به تصویر کشید.
در سال ۱۹۹۸، دانشگاه اومئو (Umeå) به اکمن عنوان دکترای افتخاری فلسفه اعطا کرد. او در ۶ اکتبر ۲۰۰۷، دکترای افتخاری جنگل رااز دانشگاه علوم کشاورزی سوئد نیز دریافت کرد. اکمن با انگیزهٔ فردی که شناخت شگفت‌انگیزی از جنگل‌ها و مراتع داشت، تئوری‌های بی‌نظیری را پدیدآورده‌است.
کتاب سگ (Hunden) اکمن به زبان الودال ترجمه و منتشر شده‌است. در سال ۱۹۷۹ عنوان عضو افتخاری ملت Södermanlands-Nerikes در اوپسالا به ششتین اکمن اهدا شد.

## خانواده
ششتین اکمن در سال ۱۹۵۴ با استیگ اکمن (Stig Ekmen؛ زادهٔ ۱۹۳۰)، تاریخ‌نگار، ازدواج کرد و در ۱۹۶۶ از او جدا شد. ششتین و استیگ، پسری به نام ماینوس (Magnus) دارند.
همچنین، در ۱۹۷۲ با بوریه فرلین (Börje Frelin؛ زادهٔ ۱۹۳۶) ازدواج کرد.